# Antarctic Bugt
Antarctic Bugt är en vik i Grönland (Kungariket Danmark). Den ligger i den nordöstra delen av Grönland, 2 200 km nordost om huvudstaden Nuuk.